# Anthony Grayling
Pour les articles homonymes, voir Grayling.
Anthony Clifford Grayling, né le 3 avril 1949 à Luanshya (Zambie), est un philosophe britannique.
Il est professeur de philosophie au Birkbeck College à Londres.
Les principaux centres d'intérêt de Grayling sont la théorie de la connaissance, la métaphysique et la logique. Il a aussi écrit plusieurs biographies de philosophes célèbres : Wittgenstein (1988); Descartes. Il publie aussi de nombreux ouvrages de vulgarisation sur la philosophie.